# Lora Hirschberg
Lora Hirschberg (Olmsted Falls, 1963) è una tecnico del suono statunitense, vincitrice del Premio Oscar al miglior sonoro per Inception.

## Biografia
Ha iniziato a lavorare come tecnico del suono nel 1984, nel film documentario The Times of Harvey Milk di Rob Epstein.Tra gli altri, ha lavorato con Chris Columbus, Kathryn Bigelow, James Cameron, Guillermo del Toro e Peter Jackson. Nel 2009, è stata candidato al suo primo Premio Oscar al miglior sonoro per Il cavaliere oscuro di Christopher Nolan. Nel 2011, ha vinto l'Oscar al miglior sonoro per Inception, sempre di Cameron. 

## Filmografia

### Cinema
- The Times of Harvey Milk, regia di Rob Epstein (1984)
- I visitatori del sabato sera (The Spirit of '76), regia di Lucas Reiner (1990)
- Toys - Giocattoli (Toys), regia di Barry Levinson (1992)
- Il giardino segreto (The Secret Garden), regia di Agnieszka Holland (1993)
- Mrs. Doubtfire - Mammo per sempre (Mrs. Doubtfire), regia di Chris Columbus (1993)
- Il prezzo della vita (Picture Bride), regia di Kayo Hatta (1994)
- Il re leone (The Lion King), regia di Roger Allers e Rob Minkoff (1994)
- Rivelazioni (Disclosure), regia di Barry Levinson (1994)
- In trappola (The Hunted), regia di J.F. Lawton (1995)
- Nine Months - Imprevisti d'amore (Nine Months), regia di Chris Columbus (1995)
- Strange Days, regia di Kathryn Bigelow (1995)
- Lo schermo velato (The Celluloid Closet), regia di Rob Epstein e Jeffrey Friedman (1995)
- A casa per le vacanze (Home for the Holidays), regia di Jodie Foster (1995)
- The Arrival, regia di David Twohy (1996)
- La grande promessa (The Great White Hype), regia di Reginald Hudlin (1996)
- Sleepers, regia di Barry Levinson (1996)
- Un giorno... per caso (One FIne Day), regia di Michael Hoffman (1996)
- Mai dire ninja (Beverly Hills Ninja), regia di Dennis Dugan (1997)
- Vita da principesse (B.A.P.S.), regia di Robert Townsend (1997)
- Hercules, regia di John Musker e Ron Clements (1997)
- Mimic, regia di Guillermo del Toro (1997)
- Titanic, regia di James Cameron (1997)
- Slaves to the Underground, regia di Kristine Peterson (1997)
- Sesso & potere (Wag the Dog), regia di Barry Levinson (1997)
- Sfera (Sphere), regia di Barry Levinson (1998)
- The Brandon Teena Stroy, regia di Susan Muska e Gréta Olafsdóttir (1998)
- Newton Boys (The Newton Boys), regia di Richard Linklater (1998)
- L'uomo che sussurrava ai cavalli (The Horse Whisperer), regia di Robert Redford (1998)
- Halloween - 20 anni dopo (Halloween H20: 20 Years Later), regia di Steve Miner (1998)
- Studio 54 (54), regia di Mark Christopher (1998)
- Reach the Rock, regia di William Ryan (1998)
- The Faculty, regia di Robert Rodriguez (1998)
- Sogno di una notte di mezza estate (A Midsummer Night's Dream ), regia di Michael Hoffman (1999)
- In Too Deep, regia di Michael Rymer (1999)
- La mia adorabile nemica (Anywhere but Here), regia di Wayne Wang (1999)
- Liberty Heights, regia di Barry Levinson (1999)
- Galaxy Quest, regia di Dean Parisot (1999)
- Titus, regia di Julie Taymor (1999)
- Paragraph 175, regia di Rob Epstein e Jeffrey Friedman (2000)
- First Person Plural, regia di Dean Borshay e Jefferson Spady (2000)
- Pitch Black, regia di David Twohy (2000)
- The Yards, regia di James Gray (2000)
- Quills - La penna dello scandalo (Quills), regia di Philip Kaufman (2000)
- Passione ribelle (All the Pretty Horses), regia di Billy Bob Thornton (2000)
- Trembling Before G-d, regia di Sandi Simcha DuBowski (2001)
- Monkeybone, regia di Henry Selick (2001)
- O come Otello (O), regia di Tim Blake Nelson (2001)
- Señorita Extraviada, regia di Lourdes Portillo (2001)
- La zona grigia (The Grey Zone), regia di Tim Blake Nelson (2001)
- Bandits, regia di Barry Levinson (2001)
- 40 giorni & 40 notti (40 Days and 40 Nights), regia di Michael Lehmann (2002)
- Panic Room, regia di David Fincher (2002)
- Il club degli imperatori (The Emperor's Club), regia di Michael Hoffman (2002)
- The Ring, regia di Gore Verbinski (2002)
- Il ladro di orchidee (Adaptation), regia di Spike Jonze (2002)
- Un amore a 5 stelle (Maid in Manhattan), regia di Wayne Wang (2002)
- The Heart of the Sea: Kapolioka'ehukai, regia di Lisa Denker e Charlotte Lagarde (2002)
- Girl Will Be Girls, regia di Richard Day (2003)
- My Flesh and Blood, regia di Jonathan Karsh (2003)
- Bum's Paradise, regia di Tomas McCabe e Andrei Rozen (2003)
- Tarnation, regia di Jonathan Caouette (2003)
- Il Signore degli Anelli - Il ritorno del re (The Lord of the Rings: The Return of the King), regia di Peter Jackson (2003)
- Young Black Stallion (The Young Black Stallion), regia di Simon Wincer (2003)
- La tela dell'assassino (Twisted), regia di Philip Kaufman (2004)
- Straight-Jacket, regia di Richard Day (2004)
- The Future of Food, regia di Deborah Koons Garcia (2004)
- Neverland - Un sogno per la vita (Finding Neverland), regia di Marc Forster (2004)
- Homeland: Four Portraits of Native Action, regia di Roberta Grossman (2005)
- Batman Begins, regia di Christopher Nolan (2005)
- Stay - Nel labirinto della mente (Stay), regia di Marc Forster (2005)
- Rent, regia di Chris Columbus (2005)
- Sólo Dios sabe, regia di Carlos Bolado (2006)
- Sentenced Home, regia di David Grabias e Nicole Newnham (2006)
- L'era glaciale 2 - Il disgelo (Ice Age: The Meltdown), regia di Carlos Saldanha (2006)
- Beyond the Call, regia di Adrian Belic (2006)
- Whome of Tibet: Gyalyum Chemo - The Great Mother, regia di Rosemary Rawcliffe (2006)
- Shortbus - Dove tutto è permesso (Shortbus), regia di Sean Cameron Michael (2006)
- Borat - Studio culturale sull'America a beneficio della gloriosa nazione del Kazakistan (Borat: Cultural Learnings of America for Make Benefit Glorious Nation of Kazakhstan), regia di Larry Charles (2006)
- Vero come la finzione (Stranger than Fiction), regia di Marc Forster (2006)
- Bernard & Doris - Complici amici (Bernard and Doris), regia di Bob Balaban (2006)
- The Prestige, regia di Christopher Nolan (2006)
- Girls Rock!, regia di Arne Johnson e Shane King (2007)
- Pughkeepsie Tapes (The Pughkeepsie Tapes), regia di John Erick Dowdle (2007)
- Pirati dei Caraibi - Ai confini del mondo (Pirates of the Caribbean: At World's End), regia di Gore Verbinski (2007)
- Into the Wild - Nelle terre selvagge (Into the Wild), regia di Sean Penn (2007)
- The Princess of Nebraska, regia di Wayne Wang (2007)
- Il cacciatore di aquiloni (The Kite Runner), regia di Marc Forster (2007)
- Leoni per agnelli (Lions for Lambs), regia di Robert Redford (2007)
- Iron Man, regia di Jon Favreau (2008)
- Out of the Poison Tree, regia di Beth Pielert (2008)
- Il cavaliere oscuro (The Dark Knight), regia di Christopher Nolan (2008)
- It Came from Kuchar, regia di Jennifer K. Kroot (2009)
- Edie & Thea: A Very Long Engagement, regia di Susan Muska e Gréta Olafsdóttir (2009)
- L'era glaciale 3 - L'alba dei dinosauri (Ice Age: Dawn of the Dinosaurs), regia di Carlos Saldanha e Mike Thurmeier (2009)
- Fratelli in erba (Leaves of Grass), regia di Tim Blake Nelson (2009)
- Urlo (Howl), regia di Rob Epstein e Jeffrey Friedman (2010)
- Please Give, regia di Nicole Holofcener (2010)
- Un perfetto gentiluomo (The Extra Man), regia di Shari Springer Berman e Robert Pulcini (2010)
- Iron Man 2, regia di Jon Favreau (2010)
- Inception, regia di Christopher Nolan (2010)
- Thin Ice - Tre uomini e una truffa (Thin Ice), regia di Jill Sprecher (2011)
- Mr. Beaver (The Beaver), regia di Jodie Foster (2011)
- Rio, regia di Carlos Saldanha (2011)
- Cowboys & Aliens, regia di Jon Favreau (2011)
- Machine Gun Preacher, regia di Marc Forster (2011)
- AIDS - Cronaca di una rivoluzione (How to Survive a Plague), regia di David France (2012)
- The Avengers, regia di Joss Whedon (2012)
- L'era glaciale 4 - Continenti alla deriva (Ice Age: Continental Drift), regia di Steve Martino e Mike Thurmeier (2012)
- Imogene - Le disavventure di una newyorkese (Girl Most Likely), regia di Shari Springer Berman e Robert Pulcini (2012)
- Emperor, regia di Peter Webber (2012)
- The Motel Life, regia di Alan e Gabe Polsky (2012)
- Epic - Il mondo segreto (Epic), regia di Chris Wedge (2013)
- World War Z, regia di Marc Forster (2013)
- Non dico altro (Enough Said), regia di Nicole Holofcener (2013)
- The Dog, regia di Allison Berg e Frank Keraudren (2013)
- Thor: The Dark World, regia di Alan Taylor (2013)
- To Be Takei, regia di Jennifer M. Kroot (2014)
- Rio 2 - Missione Amazzonia (Rio 2), regia di Carlos Saldanha (2014)
- Gabriel, regia di Lou Howe (2014)
- Guardiani della Galassia (Guardians of the Galaxy), regia di James Gunn (2014)
- The Best of Me - Il meglio di me (The Best of Me), regia di Michael Hoffman (2014)
- The Royal Road, regia di Jenni Olson (2015)
- Avengers: Age of Ultron, regia di Joss Whedon (2015)
- Crimson Peak, regia di Guillermo del Toro (2015)
- Snoopy & Friends - Il film dei Peanuts (The Peanuts Movie), regia di Steve Martino (2015)
- Author: The JT LeRoy Story, regia di Jeff Feuerzeig (2016)
- Il libro della giungla (The Jungle Book), regia di Jon Favreau (2016)
- Money Monster - L'altra faccia del denaro (Money Monster), regia di Jodie Foster (2016)
- L'era glaciale - In rotta di collisione (Ice Age: Collision Course), regia di Mike Thurmeier e Galen T. Chu (2015)
- Sing, regia di Garth Jennings (2016)
- Todo lo demás, regia di Natalia Almada (2016)
- Guardiani della Galassia Vol. 2 (Guardians of the Galaxy Vol. 2), regia di James Gunn (2017)
- La ragazza del punk innamorato (How to Talk to Girls at Parties), regia di John Cameron Mitchell (2017)
- Thor: Ragnarok, regia di Taika Waititi (2017)
- Fire Squad - Incubo di fuoco (Only the Brave), regia di John Krasinski (2017)
- Ferdinand, regia di Carlos Saldanha (2017)
- Nelle pieghe del tempo (A Wrinkle in Time), regia di Ava DuVernay (2018)
- Ant-Man and the Wasp, regia di Peyton Reed (2018)
- Ritorno al Bosco dei 100 Acri (Christopher Robin), regia di Marc Forster (2018)
- Captain Marvel, regia di Anna Boden e Ryan Fleck (2019)
- Il re leone (The Lion King), regia di Jon Favreau (2019)
- The Kingmaster, regia di Lauren Greenfield (2019)
- Spie sotto copertura (Spies in Disguise), regia di Nick Bruno e Troy Quane (2019)
- Zola, regia di Janicza Bravo (2020)
- Welcome to Chechnya, regia di David France (2020)
- Borat - Seguito di film cinema (Borat Subsequent Moviefilm: Delivery of Prodigious Bribe to American Regime for Make Benefit Once Glorious Nation of Kazakhstan), regia di Jason Woliner (2020)
- Il drago dei desideri (Wish Dragon), regia di Chris Applehans (2021)
- Users, regia di Natalia Almada (2021)
- Riverdance: The Animated Adventure, regia di Eamonn Butler e Dave Rosenbaum (2021)
- Black Widow, regia di Cate Shortland (2021)
- Shang-Chi e la leggenda dei Dieci Anelli (Shang-Chi and the Legend of the Ten Rings), regia di Destin Daniel Cretton (2021)
- Eternals, regia di Chloé Zhao (2021)
- Doctor Strange nel Multiverso della Follia (Doctor Strange in the Multiverse of Madness), regia di Sam Raimi (2022)
- My Name Is Andrea, regia di Pratibha Parmar (2022)
- Argentina, 1985, regia di Santiago Mitre (2022)
- Wendell & Wild, regia di Henry Selick (2022)
- Finding Her Beat, regia di Dawn Mikkelson e Keri Pickett (2022)
- Ant-Man and the Wasp: Quantumania, regia di Peyton Reed (2023)
- The Marvels, regia di Nia DaCosta (2023)

### Televisione
- Indiani d'America (500 Nations) - 8 episodi, miniserie TV (1995)
- P.O.V. - serie TV, episodio 13x10 (2000)
- Independent Lens - serie TV, 5 episodi (2003-2013)
- Dreamworks Happy Holidays from Madagascar - serie TV, episodio 1x04 (2005)
- California and the American Dream - miniserie TV, 3 episodi (2005-2006)
- Buon Natale, Madagascar! (Merry Madagascar), regia di David Soren - speciale TV (2009)
- Cinema Verite, regia di Shari Springer Berman e Robert Pulcini - film TV (2011)
- Hemingway & Gellhorn, regia di Philip Kaufman - film TV (2012)
- Hand of God - serie TV, episodio 1x01 (2014)
- Toy Story: Tutto un altro mondo (Toy Story That Time Forgot), regia di Steve Purcell - speciale TV (2014)
- Storyville - serie TV, episodio 19x06 (2015)

### Cortometraggi
- To Be an Astronaut, regia di Bob Rogers (1992)
- The Journey Inside, regia di Barnaby Jackson (1994)
- Amazon, regia di Kieth Merrill (1997)
- Whales: An Unforgettable Journey, regia di David Clark, Al Giddings, Roger Payne (1997)
- Forces of Nature, regia di George Casey (2004)
- Let's Get Real, regia di Debra Chasnoff (2004)
- Adventures in Animation 3D, regia di Pierre Lachapelle (2004)
- Kill the Ego, regia di Jim Helton e Ron Patane (2009)
- Megamind - Il bottone col botto (Megamind: The Button of Doom), regia di Simon J. Smith (2011)
- Scrat-astrofe Cosmica (Cosmic Scrat-tastrophe), regia di Mike Thurmeier e Galen T. Chu (2015)

## Riconoscimenti
- Premio Oscar
  - 2009 - Candidatura al miglior sonoro per Il cavaliere oscuro[7]
  - 2011 - Miglior sonoro per Inception[8]
- BAFTA
  - 2009 - Candidatura al miglior sonoro per Il cavaliere oscuro
  - 2011 - Miglior sonoro per Inception
- Critics' Choice Awards
  - 2011 - Miglior sonoro per Inception